# Kanton Longjumeau
Kanton Longjumeau je francouzský kanton v departementu Essonne v regionu Île-de-France. Vznikl 7. prosince 1975.

## Složení kantonu
| Obec                  | Počet obyvatel (2009) | PSČ   | INSEE       |
| --------------------- | --------------------- | ----- | ----------- |
| Épinay-sur-Orge       | 10 129                | 91360 | 91 3 14 216 |
| Longjumeau            | 21 276                | 91160 | 91 2 32 345 |
| Villemoisson-sur-Orge | 6 924                 | 91360 | 91 2 32 667 |
| Villiers-sur-Orge     | 3 896                 | 91700 | 91 2 32 685 |